# Коллекционные карточки Steam

Коллекционная карта Steam из игры Half-Life 2 с изображением G-Man

Коллекционные карточки Steam (англ. Steam Trading Cards) — цифровой товар, выпускаемый Valve в их собственном сервисе цифрового распространения Steam. Коллекционные карточки Steam — нефизический аналог обычных коллекционных карточек. Они периодически выдаются пользователям Steam за игру в игры, выполнение заданий, а также случайно. С помощью карточек можно создавать игровые значки. Они нужны, чтобы получать награды, такие как смайлики или фоны профиля. Карточки также можно передавать другим пользователям или продавать через Торговую площадку.
С момента их появления в 2013 году наборы коллекционных карточек Steam были интегрированы в более чем 11 000 игр по состоянию на 2022 год. Доход разработчиков, полученный от продажи коллекционных карточек, привлек разработчиков, которые выпускают игры низкого качества в Steam исключительно для получения прибыли от коллекционных карточек. В своём собственном блоге Valve осудила такое поведение, назвав такие игры «поддельными».

## История
За годы, предшествовавшие появлению коллекционных карточек, Valve внедрила в Steam множество функций, облегчающих обмен, покупку и продажу виртуальных товаров. В 2011 году была введена система обменов, которая позволяет пользователям обмениваться виртуальными игровыми предметами друг с другом. Во время Зимней распродажи Steam 2011 года пользователи могли выполнять задания в играх, чтобы получить виртуальный «уголь», который затем можно было обменять на призы. В будущем такая система будет использоваться для коллекционных карточек. В конце 2012 года была запущена Торговая площадка Steam, которая позволяет пользователям покупать и продавать виртуальные товары.
Коллекционные карточки Steam появились в открытом бета-тестировании в мае 2013 года. Первоначально в системе участвовали шесть игр, большинство из которых создала Valve.

## Описание
Коллекционными карточками Steam регулярно обмениваются, а также их покупают и продают. У каждой игры, в которую введена система коллекционных карточек, свой уникальный набор карточек. После того как пользователь собрал весь набор коллекционных карточек, у него появляется возможность создать игровой значок. При этом карточки удаляются из инвентаря Steam, а пользователь помимо значка получает смайлик, фон профиля, значок профиля и определённое количество опыта Steam. Опыт повышает уровень профиля, что открывает больше возможностей для его настройки, увеличивает лимит друзей и повышает вероятность выпадения набора карточек из определённой игры. Стандартные игровые значки дают 100 очков опыта за каждый уровень. Уровень игрового значка может быть повышен 5 раз. На каждом уровне значка отображается новое изображение.

## Распространение
Коллекционные карточки Steam распространяются несколькими способами. Если в игре есть набор коллекционных карточек, при игре пользователь будет периодически получать карточки, пока не будет достигнут лимит их получения. В большинстве игр этот лимит составляет примерно половину количества карточек, необходимого для полного набора. В бесплатных играх карточки не выпадают до тех пор, пока игрок не совершит покупку, связанную с этой игрой. Набор из трёх карточек будет периодически выпадать для пользователей, которые достигли лимита.
Во время сезонных распродаж Valve выпускает уникальные наборы коллекционных карточек, приуроченные к этому событию. Эти наборы доступны только в течение ограниченного времени и могут быть получены путем совершения покупок в Steam, создания наборов коллекционных карточек или выполнения определённых задач, таких как просмотр игровых подборок специально для пользователя и тому подобное.

## Влияние
Поскольку коллекционные карточки Steam давали разработчикам возможность получать доход помимо продаж игр, коллекционные карточки вскоре стали использоваться недобросовестными разработчиками, которых также прозвали «asset flippers». Они создавали игры (зачастую с минимальными различиями между ними) с использованием приобретенных в магазине ресурсов дёшево и быстро, в надежде на получение прибыли за счёт продажи коллекционных карточек. На совместной конференции в апреле 2017 года с игровыми комментаторами Джимом Стерлингом и Джоном «TotalBiscuit» Бейном Valve согласилась с тем, что большая часть игр в Steam существует только для того, чтобы «доить» карточки с целью получения прибыли, а Valve называет их «поддельными играми». В мае 2017 года Valve заявила, что эти «поддельные игры» нанесли ущерб Steam, введя «поддельные данные» в алгоритм витрины магазина, что привело к тому, что «asset flips» оказались на витрине магазина, однако количество людей, фактически играющих в них, было небольшим. Чтобы противостоять этому, Valve внедрила систему «мерки доверия», согласно которой система коллекционных карточек может быть введена только в игры, которые превышают порог продаж.
В сентябре 2017 года Valve прекратила свои деловые отношения с Silicon Echo Studios, которые были замешаны в схеме «asset flipping». Она заключалась в создании многочисленных учётных записей разработчиков, которые управлялись одним и тем же человеком. Под несколькими псевдонимами студия выпустила 86 игр в Steam за два месяца, что составляет 10 процентов от всех игр, выпущенных за эти месяцы.